# Implitico
Die Implitico Ltd. war eine britische Gesellschaft für Theaterbeleuchtung, die in London ansässig war.
Im Jahre 1914, unmittelbar vor Beginn des Ersten Weltkrieges stellte man dort ein Cyclecar mit dem Namen Imperial her. Angetrieben wurde es von einem V2-Motor von Precision mit 8 bhp (5,9 kW) Leistung, dessen Kraft über ein Riemengetriebe, das sieben Vorwärtsgänge und auf Wunsch auch einen Rückwärtsgang ermöglichte, die Hinterräder antrieb. Das Gewicht betrug 330 kg.
Das Modell A kostete £ 110 und besaß einen Rückwärtsgang, das Modell B war für £ 95 zu haben und verzichtete auf den Rückwärtsgang. Es wurden ungefähr 12 Exemplare hergestellt.